# 西川口 (長岡市)
西川口（にしかわぐち）は、新潟県長岡市の地名。旧北魚沼郡西川口村。郵便番号は949-7513。

## 地理
西川口は、長岡市川口地区西部の大字で明治22年に新設合併した川口村（後の川口町）のうち、旧・西川口村及び川口原新田・山崎新田にあたり、農地及び住宅地が多くを占める。また魚野川の男山漁場は新潟県最大の簗場で鮎・鮭・鮠・鯉・鯰などが獲れる。字西倉では西瓜を栽培がさかんである。北西で小千谷市上片貝、北で信濃川を挟んでに牛ケ島、東で魚野川を挟んで東川口・川口中山、南で川口和南津・川口田麦山、西で小千谷市川井・塩殿及び僅かに川井新田に隣接している。小字として荒屋・新敷・中新田・岩出原・西倉・原新田・川岸・上野原を有する。

### 河川
- 魚野川 - 地内東端を流れ、信濃川に合流する。
- 信濃川（千曲川） - 地内を東流し、魚野川と合流して後北進する。
- 相川川 - 地内南端を東流し、男山漁場付近で魚野川に合流する。

## 歴史

### 古代・中世
この地には先土器時代末期の荒屋遺跡が魚野川左岸台地に存在する。この遺跡からは彫刻刀及び細石器が出土している。縄文時代の遺跡として信濃川左岸に西倉遺跡・上ノ原遺跡当地は和名抄の魚沼郡剌上郷にあたる。中世に入り、この近辺は藪神ノ内と呼ばれ、下川郷十九半名の一部として内ヶ巻城主である新田一族の田中氏の支配下にあった。1542年（天文11年）に起きた天文の乱において、田中氏当主である田中太郎左衛門長義は越後国守護上杉定実の側につき、長尾為景と対立したが、為景没後、田中氏の自立の承認と引き換えに守護代長尾晴景に帰服した。

### 近世
江戸時代に入ると、川口村は高田藩に属した。正式に分村してはいなかったものの、正保国絵図では既に川口村とは別に西川口村の名が見られる。江戸初期に高田藩に属していた当地は、1681年（天和元年）の越後騒動の結果、高田藩が改易されると天領となった。1743年（寛保3年）になると川口は幕府（魚野川右岸）と糸魚川藩（魚野川左岸）の相給となり、それぞれ御領川口、私領川口と呼ばれるようになった。 このうち私領川口は1834年（天保5年）に天領に復したものの、同時分村し、1861年（文久元年）には西川口村と称した。また、1840年（天保11年）に刈羽郡法坂村の百姓茂兵衛によって千曲川縁が開発され、山崎新田となった。
村高は「正保国絵図」において301石余、「弘化三年村明細帳」において398石余。

### 近代・現代
1878年（明治11年）の郡区町村編制法において魚沼郡西川口村とされた西川口村だったが、翌1879年（明治12年）には魚沼郡が分割され北魚沼郡西川口村となった。1889年（明治22年）の町村制施行に伴いそれまでの西川口村と川口村・川口原新田・山崎新田を併せて新しく川口村が設立され、西川口村は川口村の大字となり、北魚沼郡川口村大字西川口となった。この前年の1888年（明治21年）の戸数は96、人口554を数えた。1927年（昭和2年）には十日町線（現・飯山線）の越後川口-越後岩沢間開通に伴い、線路が当地を通った。
1957年（昭和32年）、川口村の町制施行に伴い、川口村大字西川口は川口町大字西川口となった。1977年には川口原新田・山崎新田を編入した。2011年（平成22年）3月31日の川口町の長岡市への合併に伴い川口町大字西川口は長岡市西川口となった。

### 地名の由来
付近で信濃川と支流魚野川との合流点があり、この魚野川の河口部左岸、西側に立地することによる

### 沿革
- 1560年（天正8年）11月14日：上杉景勝によって田中式部丞に河口村・和納津を知行させ、軍役等を勤めるよう命ずる[7][4]。
- 1681年（天和元年）：高田藩領から天領となる[4]。
- 1743年（寛保3年）：幕府と糸魚川藩の相給となり、それぞれ御領川口、私領川口と呼ばれる[4]。
- 1834年（天保5年）：私領川口が天領に復し、分村する[4]。
- 1861年（文久元年）：私領川口が魚沼郡西川口村と称する[4]。
- 1889年（明治22年）：町村制施行により、西川口村と川口村、川口原新田、山崎新田が合併し新設合併で川口村となり、旧・西川口村は北魚沼郡川口村大字西川口となる。
- 1957年（昭和32年）：町制施行により川口町大字西川口となる。
- 1977年（昭和52年）：川口原新田・山崎新田を編入。
- 2010年（平成22年）：長岡市編入により長岡市西川口となる。

## 世帯数と人口
2018年（平成30年）2月1日現在の世帯数と人口は以下の通りである。
| 大字   | 世帯数  | 人口    |
| ------ | ------- | ------- |
| 西川口 | 458世帯 | 1,329人 |

## 小・中学校の学区
市立小・中学校に通う場合、学区は以下の通りとなる。
| 番地 | 小学校             | 中学校             |
| ---- | ------------------ | ------------------ |
| 全域 | 長岡市立川口小学校 | 長岡市立川口中学校 |

## 交通

### 鉄道
- JR東日本飯山線 - 越後川口駅-内ケ巻駅間にあたり、駅は当地内にない。

### バス
- 南越後観光バス
- 川口町営バス

### 道路
- 高速道路
- 関越自動車道 - 越後川口インターチェンジ・越後川口サービスエリア
- 国道
  - 国道117号
- 県道
  - 新潟県道71号小千谷川口大和線
  - 新潟県道83号川口塩殿線
  - 新潟県道197号向山越後川口停車場線
  - 新潟県道557号西川口和南津線

## 施設
- 長岡市立川口中学校
- 長岡市立川口小学校
- 西川口保育園
- ライスセンター
- 男山漁場川口簗場
- 西川口地区生産組合
- 小高集落開発センター
- 相川口多目的集会施設
- 山の相川団地会館 - 川口田麦山の山ノ相川集落から集団移住した住宅地の集会場。

## 史跡
- 川西神社
- 安養寺 - 真言宗の寺院。
- 西蔵院 - 真言宗の寺院。
- 荒屋遺跡
- 西倉遺跡
- 上ノ原遺跡
- 西蔵地蔵堂